# Danh sách nhân vật trong Học viện Alice
Dưới đây là danh sách các nhân vật trong manga và anime Gakuen Alice.

## Các học sinh của khối Sơ đẳng thuộc Học viện Alice

### Yukihira Mikan (Sakura Mikan)

Tên: Tá Thương Mật Cam (佐倉蜜柑), Mandarine ('quả quýt' trong tiếng Anh)
Ý nghĩa tên: Quả quýt
Lồng tiếng: Ueda Kana
Nickname: Mikan no Kimi (Tiểu thư Mật Cam - Công chúa Hoa gọi), Con mèo nhỏ khác màu lông (Persona gọi), Polka Dots (Chấm bi tròn), Ichigo Kara (Nền Dâu Tây).
Tuổi: 10-12
Người thân: Ông nội đỡ đầu, cha mẹ (đã mất), bác (Hiệu trưởng trường Cao đẳng), Natsume (Bạn trai)
Màu đá Alice: Cam
Alice: Alice vô hiệu hóa (giống cha), Alice Đánh cắp cùng Alice Đưa vào (giống mẹ), Dịch chuyển tức thời, trực cảm và ước nguyện (được Sakurano tặng đá alice) 
Hình dạng năng lực: Năng lực tuy có thể sử dụng ồ ạt nhưng tuổi thọ của năng lực rất ngắn 
Hệ: Đặc biệt, sau này chuyển thành hệ Nguy hiểm
Câu nói nổi tiếng: Không bao giờ chịu thua! Không bao giờ bỏ cuộc!
Mikan là vai chính của câu chuyện. Tên cô có nghĩa là Quýt, Mật Cam. Là bạn thân của Imai Hotaru, Ruka và là kẻ thù, bạn cùng lớp và sau này là bạn gái - vợ chưa cưới của Hyuuga Natsume (vì sau này Natsume đã cầu hôn Mikan khi cô mới 12 tuổi), dưỡng nữ của ông Sakura Nonno, con gái của Yukihira Izumi và Azumi Yuka (Công Chúa Yuzu), và con gái nuôi của thầy Anjo L. Narumi.
Tại Cung điện Hoa của Học viện, cô còn được đặt tên là Công Chúa Mật Cam (Mikan No Kimi).
Điển hình của các nhân vật nữ trong shoujo manga: Xinh đẹp, thánh thiện và nhân ái. Cô luôn là một người tốt bụng rộng lượng nhưng cũng khá vụng về. Mẹ của cô là Azumi Yuka (Công Chúa Yuzu) - cựu học sinh của học viện Alice, đã yêu và có thai với thầy giáo Yukihira Izumi (lớn hơn cô 12 tuổi) vào năm 17 tuổi. Mẹ của cô bé đã để cô lại trước cổng nhà Sakura và đã được Nonno Sakura - một ông cụ nhận nuôi và coi như cháu ruột. Sau này Mikan mới được thân thế thật sự của mình. Mẹ của Mikan là bạn thân nhất của mẹ Hyuuga Natsume (là Igarashi Kaoru - Công Chúa Hoa hồng đỏ).
Cô bé là bạn với Hotaru từ lớp hai. Mikan lén bỏ nhà của cô bé để đi tìm gặp Hotaru ở Học viện Alice. Cô bé đã được chấp nhận học ở Học viện Alice bởi thầy Narumi và có thể theo học tại học viện với Hotaru và những học sinh khác có những sức mạnh khác thường. Sau khi vào lớp B, thầy Narumi sắp xếp bạn học tập cho Mikan là Natsume. Alice của cô bé là sức mạnh để vô hiệu hóa Alice của những người khác (nói rõ hơn là để bảo vệ những người mà cô yêu thương). Cô thường cho rằng Alice của mình thích hợp để bảo vệ Natsume khỏi sự đe dọa của mặt sau học viện, đó là lý do tại ban quản trị của học viện luôn phải theo dõi theo từng hoạt động của cô. Ban đầu Mikan rất ghét Natsume vì ngay từ khi mới bước chân vào học viện, Mikan đã bị Natsume trêu chọc. Nhưng sau vài lần tiếp cận với Natsume, Mikan hiểu rằng cậu làm vậy là vì cậu cũng muốn bảo vệ mọi người nhưng vì năng lực tạo ra lửa của cậu không thể bảo vệ được ai, chỉ có thể làm hại kẻ khác thôi. Ở những tập đầu, Mikan bị phân cho cấp Sao thấp nhất: Không có sao nào (No star), nhưng sau này, do cố gắng cô bé đã có được 1 sao (Single star).

### Imai Hotaru
Tên: Kim Tỉnh Huỳnh (今井 蛍)
Ý nghĩa tên: Đom đóm
Nickname: Waka Murasaki (Hoa Nhược Tử), Hotaru-sama, Công chúa hoa Violet
Lồng tiếng: Kugimiya Rie
Tuổi: 10-12
Ngày sinh: 25 tháng 10
Người thân: Ba, mẹ, anh trai (Hội phó Flan Bạc)
Thần tượng: Lớp trưởng Tobita Yuu
Alice: Sáng chế, đánh cắp (được Mikan tặng đá alice)
Hệ: Kĩ thuật
Màu đá Alice: Tím
Câu nói nổi tiếng: Khi tớ thấy cậu cười, tớ quên hết mọi chuyện không vui.
Imai Hotaru là bạn tốt nhất của Mikan ở quê nhà cũng như ở học viện Alice. Tuy suốt câu chuyện, cô bé tỏ vẻ khá lạnh lùng và trung lập, nhưng thật ra cô rất biết quan tâm và chăm sóc Mikan. Ngoài ra cô còn rất tinh tế và thông minh. Nhưng đôi lúc cũng rất ranh mãnh và mê tiền. Alice của cô là phát minh (Invention), thuộc về lớp khả năng kĩ thuật (Technology Ability class). Trong thời gian Hotaru sống với Mikan ở quê nhà, cô đã tạo ra nhiều phát minh lạ thường và hữu ích, thường có hình dạng của thú vật. Có thể nói, Hotaru là người rất hiểu Mikan. Đôi khi Hotaru thường xuất hiện và giảng giải với các độc giả về những phát minh của mình. Hotaru học rất giỏi và có 3 ngôi sao (Triple star), là học sinh ưu tú của trường, được nhiều người ngưỡng mộ do các phát minh nổi tiếng, cũng vì thế Hotaru kiếm được rất nhiều tiền! Mục tiêu chính của Hotaru là Ruka vì cô có những tấm ảnh Ruka chụp với chú gà khổng lồ Pyo - điều làm cậu thấy xấu hổ nhất, cùng vài tấm ảnh đáng xấu hổ khác của Ruka, dọa sẽ đem phát tán cả trường nếu không đưa tiền. Hotaru luôn biết về những cảm xúc đặc biệt của Natsume và Ruka, nhưng không bao giờ nói cho Mikan biết và cũng chưa muốn nói Mikan thực sự yêu ai.

### Hyuuga Natsume
Tên: Nhật Hướng Tảo (日向 棗)
Ý nghĩa tên: Táo tàu (khác với táo tây là Ringo)
Lồng tiếng: Romi Paku
Nickname: Mèo đen (Kuroneko), Guren no kimi (Công chúa Hoa sen đỏ)
Tuổi: 10-12
Ngày sinh: 27 tháng 11
Người thân: Cha, mẹ Kaoru (đã chết), em gái Aoi, vị hôn thê Mikan Sakura
Alice: Lửa, Xuất thần (được Mikan tặng đá alice)
Hình dạng năng lực: Năng lực không có giới hạn nhưng bù lại tuổi thọ của chủ nhân sẽ bị rút ngắn
Điều shock nhất: yêu Mikan nhưng biết cơ thể của mình đang suy tàn từng ngày, có thể chết bất kỳ lúc nào.
Hệ: Nguy hiểm
Màu đá Alice: Đỏ
Câu nói nổi tiếng: Tớ sẽ bảo vệ cô ấy theo cách của riêng mình. Cậu cũng vậy, theo cách của riêng cậu!
Thuộc kiểu người yêu là yêu đến cùng, hận là hận đến cùng và có chút biến thái. Natsume là một thiên tài và là một người rất nguy hiểm đối với thầy cô và cả bạn bè. Nếu về bậc cấp thì Natsume là đàn anh của những đứa trẻ quậy phá trong lớp. Natsume vốn rất lạnh lùng, cậu không bao giờ cảm thấy hạnh phúc khi đến trường học, và Natsume thường hay nghi ngờ tất cả giáo viện của học viện. Nhưng thực chất cậu là người rất tình cảm, quan tâm đến bạn bè, cậu tự xa lánh mọi người để họ không phải tổn thương vì cậu và luôn cố gắng bảo vệ những người cậu yêu quý. Cậu bé sở hữu Alice về lửa (Fire), được phân loại vào khả năng nguy hiểm (Dangerous Ability class). Natsume bị Mikan coi là kẻ thù, nhưng thực chất Natsume lại có một tình cảm đặc biệt dành cho cô bé. Trong thời gian ở quê nhà cậu đã bị tình nghi là đốt cháy cả làng. Natsume sở hữu số ngôi sao cao nhất học viện: Sao đặc biệt (Special star). Vì rất thông minh và lạnh lùng nên Natsume được rất nhiều cô gái trong học viện để ý.

### Nogi Ruka
Tên: Nãi Mộc Lưu Giá (乃木流架), Luca (phiên bản lồng tiếng Anh)
Lồng tiếng: Miwa Yasuda
Nickname: Ruka - Pyon (Mikan đặt và chỉ mình Mikan gọi), Himawari no Kimi (Công chúa Hoa Hướng Dương)
Tuổi: 10 - 12
Ngày sinh: 16 tháng 3
Người thân: Ba, mẹ, ông và chó
Alice: Quyến rũ động vật, Cảnh giới (được Mikan tặng đá alice)
Điều shock nhất: Bao giờ cũng bị gán cho câu nói là '...giống con gái quá' hay 'Nàng Công chúa Bạch Tuyết tóc vàng', hoặc 'Bé Thỏ', hay đỉnh điểm là được phong chức 'Công chúa Hoa Hướng Dương' nhờ vẻ đẹp tỏa sáng như ánh mặt trời của mình. Yêu Mikan nhưng cô bé lại chẳng thể đền đáp lại tình cảm được. Và cuối cùng là luôn bị Hotaru tống tiền với những bức hình siêu hấp dẫn.
Hệ: Thể chất
Màu đá Alice: Trắng sữa
Câu nói nổi tiếng: Nếu Natsume không cười, tôi cũng không cười.
Ruka là bạn thời thơ ấu của Natsume. Ruka là một cậu bé hiền lành, tốt bụng. Từ khi cậu thấy Natsume chịu đau khổ và không thể cười thì cậu cũng không cười vì không muốn hạnh phúc một mình. Cái tên "pyon" sau tên Ruka mà Mikan đặt cho cậu là nhại theo tiếng kêu của con gà khổng lồ cậu rất quý mến để thầm ngụ ý rằng cậu là một con người rất dễ thương. Ruka có Alice là quyến rũ động vật (Animal Pheromone) và thuộc về hệ thể chất. Ruka thường mang theo một con thỏ bên cạnh. Ruka cũng biết về tình cảm Natsume dành cho Mikan vì cậu cũng thích Mikan như Natsume. Ruka có 3 ngôi sao (Triple star). Ruka còn có thể gọi là Luca, vì trong tiếng Nhật, chữ 'r' đọc giống chữ 'l' và 'k' đọc giống 'c'. Vì có ngoại hình rất dễ thương nên hay bị Hotaru bắt nạt, tống tiền.

### Shoda Sumire ( Chính Điền Cẩn)
Alice: Chó-mèo
Hệ: Thể Chất
Lồng tiếng: Saito Chiwa
Người thân: Bố, mẹ và anh trai (thuộc hệ Kỹ thuật)
Sumire là chủ tịch của fan club Natsume và Ruka, được Mikan gọi là Permy (Tóc uốn). Ban đầu cô được xem là một người xinh đẹp (theo kiểu mạnh mẽ và kiêu kỳ),nhưng xấu tính, chanh chua và là nguyên nhân khiến Mikan bị No-star. Cô hay bắt nạt Kokoro Yomi, đối thủ của Mikan trong chuyện tình cảm. Đồng thời, Sumire còn có năng khiếu về âm nhạc, nhất là đàn violin. Cô có hai ngôi sao.

### Tobita Yu (Phi Điền Dụ)
Nickname: Iinchou
Alice: Ảo giác
Hệ: Tiềm Ẩn
Lồng tiếng: Oura Fuyuka
Người thân: Bố, mẹ và em gái
Số sao: 3 sao và là ứng cử viên cán bộ
Câu nói nổi tiếng: Tụi mình ở đây không có cha mẹ anh em, cũng không có mấy người để dựa dẫm. Thế giới cảu tụi mình chỉ là ở đây, cũng có những người nổi loạn vì bất mãn nhưng cũng có những người là vì lo lắng. Và mọi người nếu có thể cũng một chuyện, nếu ngày đó đến... Nếu những người cùng hoàn cảnh có thể chung vai góp sức, nhất định mình sẽ mạnh mẽ hơn tất cả... Nỗi buồn cũng sẽ xa đi. 
Lớp trưởng của lớp B và hay được gọi là Iincho (lớp trưởng trong tiếng Nhật). Được độc giả nhận xét là mang một vẻ đẹp nữ tính hơn tất cả những cô gái khác trong truyện. Yuu rất đáng yêu và thường bị nhầm là con gái, giống Ruka. Cậu là người đầu tiên trong lớp B gặp mẹ của Mikan và đã kể lại cho cô bé khi cậu bị đánh cắp Alice. Cậu cũng yêu mến Mikan và thường chăm sóc cho cô như một người mẹ hiền, không bao giờ biết mệt với chuyện ấy là gì.

### Ogasawara Nonoko
Alice: Hóa học
Hệ: Kỹ thuật
Giáo viên yêu thích: thầy Misaki
Lồng tiếng: Nonaka Ai
Nonoko là cô bé đáng yêu với mái tóc thẳng dài màu xanh đen.

### Umenomiya Anna
Alice: Nội trợ
Hệ: Kỹ thuật
Giáo viên yêu thích: thầy Misaki
Lồng tiếng: Kanda Rie
Anna cũng là một cô bé dễ thương trong lớp Mikan có mái tóc hồng gợn sóng. Anna có Alice nội trợ nhưng có thể tạo ra những thứ kỳ quái trong khi nấu nướng.

### Kokoro Yomi (Koko)
Alice: Đọc ý nghĩ
Hệ: Tiềm Ẩn
Nickname: nhóc đọc suy nghĩ
Giáo viên yêu thích: cô Serina
Lồng tiếng: Matsumoto Megumi
Kokoro Yomi chỉ là biệt danh, nhưng tác giả chưa nói tên thật của cậu. Kokoro nhỏ tuổi hơn Mikan và là bạn học của Sumire. Cậu có một ngôi sao.

### Hijiri Yoichi
Nickname: Yo-chan
Alice: Triệu tập Hồn ma, Ác quỷ; Lớn lên thành mười ba tuổi
Hệ: Nguy Hiểm
Lồng tiếng: Saito Chiwa
Yoichi là đứa bé trẻ nhất trong Hệ Năng Lực Nguy Hiểm - ba tuổi và thường được gọi là Yo-chan, sở hữu một ngôi sao. Cậu rất thân với Natsume nhưng khá ghét Mikan lúc ban đầu (do ảnh hưởng xấu từ Natsume).

### Otonashi Yura
Hệ: Tiềm Ẩn
Alice: Bói toán (nhìn thấy được quá khứ, hiện tại và tương lai bằng cách thực hiện một điệu nhảy)
Lồng tiếng: Ueda Junko
Là thành viên lớn tuổi nhất trong gia đình lớp B, biết những chuyện về tương lai, quá khứ, hiện tại khi nhảy một điệu nhảy kì dị. Có hai ngôi sao ngay khi mới học Sơ đẳng. Cô có người yêu ở khối Trung đẳng.

### Kitsuneme
Hệ: Tiềm Ẩn
Alice: Bay
Giáo viên yêu thích: cô Serina
Kitsuneme (Mắt Cáo) vốn chỉ là một biệt danh giống Kokoro Yomi. Cậu là bạn thân nhất của Kokoro, có thể nói hai người giống một cặp sinh đôi, luôn bị Sumire đánh đòn vì tội dám chọc tức cô ấy. Cậu có một chú chó tên Pochi (chương 124, cả Kitsuneme lẫn Kokoro Yomi đều bị các Fukitai tống giam).

### Usami Wakako
Hệ: Tiềm Ẩn
Alice: Dịch chuyển tức thời
Lồng tiếng: Ueda Junko
Wakako xuất hiện ở phần đầu Anime và là bạn thân nhất của Sumire, một trong số những lý do Mikan bị no-star. Trong Học viện, Wakako sở hữu một sao. Trong manga, cô bé không xuất hiện với tư cách là bạn thân của Sumire mà với tư cách là bạn cùng lớp.

### Hoshino Hoshio
Nickname: Hosshan
Hệ: Đặc biệt
Alice: Khí hậu
Hoshio là cậu bé trong lớp B, cùng Hệ Đặc biệt với Mikan. Vì Alice thuộc loại chỉ xuất hiện từ lúc nhỏ nên cậu được phép trở về gia đình sau khi sắp hết Alice.

### Mochiage
Hệ: Tiềm Ẩn
Alice: Điều khiển (cả con người lẫn đồ đạc)
Mochiage gần như là đứa trẻ giống như Natsume, nhưng cũng là bạn thân của cậu giống như Ruka. Dần dần về sau, cậu cũng trở thành một người bạn, ngay cả khi Mikan đi lạc, cậu cũng cùng các bạn đi tìm cô bé.

### Koizumi Luna
Hệ: Nguy hiểm
Alice: Hút sinh khí
Luna là một trong những nhân vật phản diện bị độc giả ghét nhiều nhất suốt cả bộ truyện Học viện Alice. Từ tập 14, cô ta là học sinh mới nhập học và trước mặt mọi người thì tỏ vẻ đáng yêu nhưng thật ra bên trong thì độc ác, ngấm ngầm hại Mikan và làm mọi người nghĩ xấu về cô bé, thậm chí dọa nạt, khống chế Natsume để cậu nói với bạn bè lánh xa Mikan.

## Các học sinh của khối Trung đẳng thuộc Học viện Alice

### Ando Tsubasa (An Đằng Dực)
Hệ: Đặc biệt, sau đó là Nguy hiểm
Alice: Điều khiển bóng, Du hành thời gian (được mẹ Mikan tặng đá alice), Quyến rũ (được Mikan tặng đá alice)
Người thân: Bố, mẹ và em gái Ando Hikari 
Lồng tiếng: Naruse Makoto
Như một người anh trai đáng kính của Mikan, Tsubasa đã bảo vệ và làm tất cả để các em lớp dưới có thể yên bình. Anh thường bị Natsume bắt nạt, ghen tị vì thân với Mikan và là thành viên của Hội Quan Sát Ruka. Ngoài bốn nhân vật chính, Tsubasa được tác giả quan tâm hơn hẳn những người khác. Anh cũng là người đầu tiên Mr. Bear không làm hại vì là bạn thân của Sono Kaname, được Mikan gọi là Tsubasa-senpai. Anh luôn chăm sóc Mikan và có thể coi là 'chồng' của Harada Misaki trong Hệ Đặc Biệt, dù hai người không chịu nhận. Tsubasa còn có một dấu ấn trừng phạt vì bị dán mác là học sinh không bình thường, dám chống lại Học viện. Thật sự thì sức mạnh của anh là ba sao, nhưng vì quậy phá quá nên bị giáng cấp còn hai. Tsubasa có nghĩa là đôi cánh.

### Harada Misaki
Hệ: Đặc biệt
Alice: Phân thân
Lồng tiếng: Inoue Marina
Misaki là thành viên xinh đẹp nhất trong hệ Đặc biệt và cũng được rất nhiều nam sinh của ba trường Sơ, Trung, Cao ngưỡng mộ vì sắc đẹp của mình, cho dù cô là một người mạnh mẽ, thích đánh nhau với con trai. Cô rất yêu Tsubasa và anh cũng vậy, nhưng hai người chưa bao giờ thừa nhận và chỉ công bố với người khác là bạn thân nhất.

### Ibaragi Nobara
Tên khác: Công Chúa Tuyết, Công Chúa Băng
Hệ: Nguy hiểm
Alice: Băng giá, 2 nhân cách khác nhau, Nhìn thấy quá khứ của người (vật) khác (được Mikan tặng đá alice của mẹ Natsume)
Nobara là một cô bé đáng yêu đang học năm thứ nhất của trường Trung đẳng. Trong khi Mikan đối xử với cô rất tốt, gọi cô bằng cái tên Nobara-chan chứ không dùng kính ngữ là Kouhai thì các học sinh trong học viện lại lạnh lùng với cô. Đối với Natsume thì cậu có vẻ luôn canh chừng Nobara và thường xuyên bỏ ngoài tai những lời nói của cô, phần lớn lý do là vì cô là người thân cận với Persona nhất, lại được các Kamaitachi chăm sóc.
Là cô bé nhỏ tuổi nhất trong Hệ Nguy hiểm nên Persona rất quan tâm đến cô, hay nói cách khác cô giống như là tình nhân, người giúp Persona xoa dịu cơn đau của cô độc. Nobara có hai mặt tính cách, một người dễ thương và nhân ái và người kia thì lạnh lùng, tàn khốc.

### Sono Kaname
Alice: Tạo linh hồn cho những thứ vô tri vô giác
Hệ: Tiềm Ẩn
Kaname là bạn thân của Tsubasa, người sáng tạo ra Mr. Bear. Điều hay là một người dịu dàng như cậu lại có thể đi làm ra một con gấu chuyên đi đánh người như thế. Cậu vốn chỉ là một đứa trẻ cô đơn, không được ra ngoài vì bệnh tật của mình. Nhưng nhờ sự động viên từ các con thú nhồi bông và đặc biệt là Mr. Bear cùng các bạn, cậu đã dần vui lên. Cậu rất thích hoa cúc dại nên Mr. Bear thường tặng cho cậu.

### Megane
Hệ: Đặc biệt
Alice: Chuyển đổi linh hồn (có thể chuyển đổi linh hồn của mình từ vật này sang vật khác)
Megane là bạn thân của Misaki và Tsubasa. Anh thường mang mắt kính nên "Megane" chỉ là biệt danh để chỉ đặc điểm ấy. Trong chương 124, Megane bị bắt giam cùng với Misaki và các học sinh lớp B.

### Matsudaira Hayate
Hệ: Nguy hiểm
Alice: Điều khiểu không khí, gió
Hayate xuất hiện trong sự kiện Hội Hoa, là học sinh năm thứ nhất của Trung học. Hayate gặp Hotaru trong Hội Hoa và tưởng cô là Cool Blue Sky, nhân vật hoạt hình mình ngưỡng mộ trong Đội quân Mỹ nữ vì cô cũng lạnh lùng và xinh đẹp y như nữ chiến binh ấy.
Miyazono Yuri
Nickname: Công chúa búp tre
Hệ: Thể Chất
Alice: Quyến rũ phái nữ
Yuri là thành viên của Hội Hoa. Tuy là một cô gái nhưng lại được phái nữ yêu quý vì có Alice quyến rũ họ. Yuri có nghĩa là hoa ly.

### Kusami
Hệ: Thể Chất
Alice: Hắt xì vũ bão (tạo ra bom khí metan chỉ với 1 cú hắt xì)
Kusami là sinh viên năm thứ hai của trường Trung học, có mặt nạ kiềm chế Alice. Chính vì điều này mà Natsume mới lấy nhầm mặt nạ của cậu vốn chỉ để gặp Mikan.

### Anh trai của Sumire
Hệ: Kỹ thuật
Rất thích Hotaru và những điều anh nhận được chỉ là các câu nói lạnh lùng. Anh ta thường nói xấu Natsume, từng bị cậu ta đốt tóc.

## Học sinh của khối Cao đẳng thuộc Học viện Alice

### Sakurano Shuichi
Hệ: Tiềm Ẩn
Alice: Dịch chuyển tức thời, Trực cảm và Truyền âm
Lồng tiếng: Kisaichi Atsushi
Shuichi là Chủ tịch của Hội Học sinh, sở hữu Sao đặc biệt và là bạn thân nhất của Imai Subaru - anh trai của Hotaru.

### Imai Subaru
Hệ: Tiềm Ẩn
Alice: Chữa trị, Ghi nhớ nỗi đau
Lồng tiếng: Kawashima Tokuyoshi
Subaru là Phó Chủ tịch Hội Học sinh - đại diện hệ Tiềm ẩn, có Sao Đặc biệt, bạn thân nhất của Shuichi. Dù hơi lạnh lùng với em gái mình nhưng Subaru thật ra rất quan tâm đến cô bé. Subaru là người đầu tiên bị Persona làm cho bị thương trong Nàng Hoa Điện.

### Yamanouchi Shizune
Nickname: Công chúa hoa Diên vĩ
Hệ: Kỹ thuật
Alice: Âm sắc (điều khiển thực vật và con người bằng âm thanh)
Shizune là một cô gái xinh đẹp đại diện hệ Kỹ thuật và là Hội Phó của Hội Học sinh, bạn thân của Subaru và Shuichi, có thể nói là bộ ba. Cô được giao cho vị trí đứng đầu trong Hội Hoa và bảo vệ, phục vụ cho Hiệu trưởng Trung Đẳng. Cô có tài đánh đàn Koto (đàn hạc của người Nhật).

### Tonouchi Akira
Hệ: Đặc biệt
Alice: Phóng đại
Akira là đại diện hệ Đặc biệt, được tác giả nói đến như một Playboy, rất thích các cô gái và thường xuyên thay bồ như thay áo. Tsubasa nói về đặc điểm của Alice Phóng đại như một người bạn đồng hành cần thiết, dùng để phóng to sức mạnh Alice của người khác, tùy theo mức độ có phù hợp với anh hay không.
Anh là học sinh có ba sao và thường được gọi là Tono.

### Amane Rui
Hệ: Nguy hiểm
Alice: Nguyền rủa
Là một tên đồng tính thuộc Hệ Nguy hiểm chuyên đi lo những kẻ gây rối trong học viện, trừng trị chúng bằng cách ghi một dấu ấn trừng phạt trên người mỗi đứa. Rui rất thích Tsubasa và có thể thấy hắn đã chạy đôn chạy đáo tìm anh trong ngày lễ Valentine để tặng Chocolate, tuy thế anh luôn ba chân bốn cẳng chạy mỗi khi phát hiện tín hiệu của hắn đang tiền gần đến mình.
Rui là thành viên của Kamaitachi và hay nhận nhiệm vụ bảo vệ Nobara, hoặc là anh thật sự muốn che chở cho cô bé như hai thành viên khác, Hayate và Yakumo. Trong một phần ký ức của Nobara, Rui là một người tốt đã che chở bảo vệ cô bé cùng với Yakumo với Hayate.

### Yakumo Hajime
Hệ: Nguy hiểm
Alice: Điều khiển côn trùng
Yakumo là thành viên của Kamaitachi có thể điều khiển được các con côn trùng mang nọc độc cực mạnh, hay đeo băng quanh mặt như một xác ướp. So với Natsume thì Yakumo còn lạnh lùng và ít nói hơn nhiều.

### Goshima Hijiri
Hệ: Thể Chất
Alice: Thay đổi ngoại hình
Goshima Hijiri là đại biểu hệ Thể Chất và sau này là Chủ tịch Hội Học sinh khi Shuichi hết nhiệm kỳ. Là một người ôn hòa nhưng trong thời gian bị mê hoặc theo lệnh của Hiệu trưởng Sơ đẳng, anh phải thành lập đội fukitai chuyên bắt những học sinh chống đối Học viện. Cũng trong thời gian này, chính anh là nguyên nhân dẫn đến cái chết của Yuka - mẹ Mikan vì đã đóng giả là Tsubasa đưa cô ấy chiếc chìa khóa giả (dùng để mở lỗ hổng kết nối với ngoài trường) gây nổ. 
Thật sự thì Hijiri có cùng chí hướng với Shuichi, Subaru, Shizune. Trong khi Shizune làm việc cho Hiệu trưởng Trung đẳng thì cả ba anh phục vụ cho Hiệu trưởng Cao đẳng. Sau này khi Mikan rời trường, chính anh là người nhận nhiệm vụ bảo vệ Mikan ở ngoài.

### Hayami
Alice: Nghe nhìn từ xa
Chức vụ: Chủ tịch Hội Nhà báo Học viện Alice
Hayami có một alice nhìn được xa vô cùng tốt và thường đeo mắt kính để tăng năng lực này, đồng thời anh cũng nghe được rất xa để phù hợp cho việc lấy tin tức. Trong chương thứ 124, Hayami xuất hiện và thông báo với Mikan là làm gì thì cũng phải có quyết định nhanh, bởi vì một cuộc chiến có liên quan phần lớn chính là cô bé đang diễn ra.

## Các giáo viên

### Narumi-sensei
Tên: Narumi L. Anju
Hệ: Thể Chất
Alice: Quyến rũ người
Lồng tiếng: Ishida Akira
Narumi là thầy giáo chủ nhiệm của lớp B đồng thời kiêm chủ nhiệm Hệ Thể Chất. Trong suốt bộ truyện, thầy luôn phải giằng co giữa thiện và ác. Một là đi theo Hiệu trưởng Sơ đẳng và làm hại những đứa trẻ vô tội, để họ biết Mikan có Alice Đánh Cắp, nhận được sự sủng ái của hắn và làm chuyện xấu HOẶC, bảo vệ lũ trẻ dù có phải chết. Cuối cùng, thầy đã chọn cách hy sinh bản thân mình. Ban đầu, thầy yêu Yuka, mẹ Mikan nhưng rồi không được chấp nhận vì tình yêu của thầy phần lớn chỉ nghĩ cho bản thân. Thầy nhận Mikan là con nuôi. Thầy quyết định ở lại Học viện để chăm sóc cho bọn trẻ.
Sau này, thầy trở thành hiệu trưởng Nhạc viện Alice.

### Misaki-sensei
Hệ: Kỹ thuật
Alice: Sinh học (liên quan đến trồng cây)
Lồng tiếng: Sakurai Takahiro
Misaki là thầy giáo dạy môn Sinh học kiêm chủ nhiệm lớp Kỹ thuật. Bạn thân của thầy Narumi, được khá nhiều nữ sinh yêu quý, trong đó có Nonoko và Anna. Alice của thầy là sinh học, có khả năng thổi linh hồn vào xác của các loài cây và có thể đào tạo ra những loài cây với năng lực kỳ lạ. Vì sợ thầy Narumi sẽ dùng Alice với mình nên lúc nào thầy Misaki cũng phải uống thuốc chống lại sự quyến rũ. Thầy cũng chuyên gia bị thầy Narumi "mượn" roi hạt đậu trong thầm lặng.

### Yamada Serina-sensei
Hệ: Tiềm Ẩn
Alice: Thiên lý nhãn
Lồng tiếng: Yamada Miho
Cô Serina là hoa khôi giáo viên của Học viện Alice, dạy Anh văn và là chủ nhiệm hệ Tiềm Ẩn.

### Noda-sensei
Hệ: Đặc biệt
Alice: Du hành thời gian
Lồng tiếng: Miyano Mamoru
Thầy Noda còn được gọi là Nodacchi, tên thân mật của các học sinh dùng để gọi thầy. Chủ nhiệm của Hệ Đặc biệt, hiền lành, ôn hòa, tốt bụng dù hơi vô ý, hậu đậu. Thầy thường xuyên đi lạc vào thời gian và không gian vì chẳng có khả năng kiềm chế Alice của mình nên luôn cố gắng điều khiển nó bằng cách luyện tập thường xuyên.

### Jinno-sensei
Hệ: Tiềm Ẩn
Alice: Sấm chớp
Lồng tiếng: Matsumoto Dai
Thầy Jinno là giám thị của Học viện Alice. Dù ban đầu hơi khó tính, cứng nhắc và thường phạt Mikan vào những chuyện không đâu nhưng thầy luôn cố gắng bảo vệ học trò của mình bằng bất cứ giá nào. Dù khá nghiêm nghị, mạnh mẽ nhưng thực sự thầy Jinno rất sợ ma. Dần dần về sau, thầy trở nên yêu quý Mikan và mở rộng lòng với lũ trẻ hơn. Khi Izumi - cha Mikan còn sống, thầy vừa là đàn em vừa là người trực tiếp dọn dẹp mớ hỗn độn do ông ấy gây ra ở khối Sơ đẳng thay hiệu trưởng trường Cao đẳng. Nhìn thì có vè rất ghét Izumi nhưng thực ra thầy rất quý ông ấy. Thầy có vợ và 3 con.

### Fukutan
Hệ: Thể Chất
Alice: Làm dài tóc
Lồng tiếng: Nojima Hirofumi
Fukutan có nghĩa là "thầy trợ giảng" trong tiếng Nhật. Thầy là một người hiền lành, nhu nhược.

### Makihara-sensei
Hệ: Tiềm Ẩn
Alice: Dịch chuyển tức thời
Makihara là thầy dạy môn Xã hội học của lớp B.

### Persona/ Serio Rei
Hệ: Nguy hiểm
Alice: Vết chàm - dấu hiệu của cái chết
Persona được biết đến như một con quái vật, người đứng đầu Hệ Nguy hiểm và là vệ sĩ thân cận của Hiệu trưởng Sơ đẳng. Những chương du hành tới quá khứ cho thấy, Persona có thể giết bất kỳ vật hoặc kẻ nào đụng vào mình. Vì Alice quá mạnh nên hắn phải luôn đeo mặt nạ kiềm chế năng lực. Tuy thế khi chạm vào, hắn vẫn có thể gây đau đớn cho người khác bởi những vết thâm do alice gây ra. Mikan đã chiến đấu với hắn và thắng bằng Alice Đánh cắp cùng với ánh sáng bảo vệ do người cha Yukihira Izumi tạo dựng nên để che chở cho con gái mình.
Do quá nguy hiểm nên không ai dám đến gần Persona và dần hắn trở thành một nạn nhân đáng thương của sự hắt hủi, cô độc, bị người thân ruồng bỏ cực kỳ tàn nhẫn. Người duy nhất có thể làm được cho linh hồn hắn dịu bớt là Nobara, Aoi (nhưng sau này bị hắn coi là những kẻ phản bội). Aoi kể lại là Persona đối xử rất dịu dàng, tốt bụng với cô bé nhưng đồng thời thể hiện hắn là một người cô đơn.

### Yukihira Izumi
Nickname: Yukki
Hệ: Đặc biệt
Alice: Vô hiệu hóa
Cha của Mikan, Yukihira Izumi được tác giả vẽ là một người có ngoại hình rất giống anh trai mình, nhưng tuổi tác và tính cách thì khác nhau một trời một vực. Hiệu trưởng Cao đẳng - anh trai của thầy đã cao tuổi, còn thầy khi làm giáo viên mới có hai mươi hai. Điều đó làm hai người giống cha con. Thầy rất vui tính, yêu thương học trò, ham chơi và rất trẻ con nên được các học trò (nhất là học sinh nữ) lẫn giáo viên yêu quý đặt cho cái tên là Yukki. Thầy là giáo viên chủ nhiệm Hệ Đặc biệt đầu tiên và đồng thời là chủ nhiệm lớp sơ đẳng trong quá khứ.
Cho dù ban đầu, Yuka có ấn tượng xấu về thầy nhưng dần yêu mến vì tính cách yêu đời. Nhất là sau khi phát hiện mình có Alice Đánh cắp, bị bạn thân là Luna phản bội, Hiệu trưởng Sơ đẳng lợi dụng vào mục đích đen tối và bạn bè xa lánh, mỗi thầy Yukihira là còn thương cô. Cuối cùng, họ nhận ra tình cảm với nhau nhưng ngay sau đó thì thầy bị Persona giết chết.
Nghe nói trước khi làm giáo viên tại Học viện Alice, đã có khoảng thời gian thầy là người đứng đầu 1 băng đua xe.

### Hiệu trưởng Trường Sơ đẳng Kuonji
Alice: Nhân bản vô tính
Là kẻ thù của Mikan suốt toàn bộ series nhưng giấu mặt. Phiên bản nhân bản vô tính của hắn thực chất là ông chủ của Z và đồng thời là kẻ có tham vọng thâu tóm Học viện, cai trị thế giới bằng cách tuyển chọn những học sinh cho vào loại Nguy hiểm nhất rồi cho chúng đi làm những nhiệm vụ tối mật.

### Hiệu trưởng Trường Trung Đẳng Himemiya
Alice: Cảnh giới
Một người phụ nữ kỳ quặc nhưng lại được nhiều người tôn trọng, sùng bái và được gọi là "Nữ Thần Bảo vệ" của Học viện vì bà có Alice Cảnh Giới mạnh nhất. Hanahime cũng thành lập một hội tuyển chọn các cô gái tuyệt vời nhất Gọi là Nàng hoa hội, như là Hiệu trưởng Kuonji thành lập Hệ Nguy hiểm.

### Hiệu trưởng Trường Cao đẳng - Yukihira Kazumi
Alice: Trẻ mãi không già, Nhìn thấy được các alice (có thể nhìn thấy những người nào có alice và xác định alice của họ, thậm chí là thông qua những bức ảnh ông vẫn thấy được)
Hiệu trưởng Yukihira là anh trai của cha Mikan, bác của Mikan và ông thường xuyên bí mật cho người bảo vệ cô bé. Ông luôn tự trách mình vì đã gọi em trai đến làm giáo viên tại Học viện Alice và rất đau đớn về cái chết của em trai mình, quyết định sẽ không để chuyện đó lặp lại lần thứ hai với cháu gái. Sở thích là mặc đồ đồng phục như đồ cos.

## Các nhân vật khác

### Azumi Yuka
Alice: Dịch chuyển tức thời, Đánh cắp, Đưa Alice vào cơ thể người khác
Yuka là mẹ của Mikan nhưng lại vào Z - tổ chức chống lại Học viện sau cú sốc cái chết của Kaoru. Sau này cô đã giết ông chủ của mình để giải thoát cho Mikan và các bạn khi họ đến tìm Z với mục đích đòi lại alice của Iinchou cùng thuốc giải cho Hotaru. Sau khi rời khỏi Học viện Alice, cô cùng với Masachika Shiki đi để phá hoại, giết những phiên bản của Hiệu trưởng Sơ đẳng nhờ có sự giúp đỡ thông tin từ Kaoru (khi còn sống) và Hiệu trường Cao đẳng.
Trong Nàng Hoa điện, cô được gọi là Yuzu no Kimi. Cô là đàn em và là bạn thân nhất của Kaoru - mẹ Natsume. Sau này, cô yêu thầy Izumi và mang thai Mikan ở tuổi 17. Thời điểm biết được nguyên nhân cái chết của thầy Izumi, cô đã cài viên đá alice của thầy và Persona vào người Hiệu trưởng Sơ đẳng để kìm hãm alice của ông ta, khiến cơ thể ông ta ngày càng teo nhỏ theo thời gian và không dùng alice nhân bản vô tính phục vụ cho những mục đích xấu xa của bản thân nữa. Sau khi chạy trốn khỏi Học viện cùng sự truy lùng gắt gao của Hiệu trưởng Sơ đẳng, cô đã lẩn trốn khắp nơi và sinh con an toàn nhờ sự giúp đỡ từ vợ chồng Kaoru. Sau đó, vào 1 mùa đông lạnh giá, lo sợ sức khỏe của Mikan sẽ không thể chống chọi được với thòi tiết giá lạnh và những lần di chuyển liên tục kéo dài, cô đã để Mikan lại tại nhà ông Sakura và nhờ ông chăm sóc cho cô bé khi đó mới được vài tháng tuổi.

### Hyuuga Aoi
Tên: Nhật Hướng Quỳ
Alice: Lửa (nhưng biến mất sau này)
Aoi từng là một Alice nhưng thuộc diện chỉ xuất hiện lúc nhỏ và đã xài hết khi phóng hỏa đốt cháy toàn bộ khu nhà mình sống. Natsume vì muốn bảo vệ cho em mình mà tự nhận là kẻ phóng hỏa và vào Học viện cùng với Ruka. Aoi rất dễ mến, khác hẳn với anh trai của mình. Cô được Persona gọi là Yuki Aoi. Mắt của Aoi đã bị mù khi ở Nàng Hoa điện nhưng sau đó được chữa lành và về nhà với cha ở ngoài Học viện. Sau này, cô bé nhập học tại Nhạc viện Alice và trở thành bạn cùng lớp với Hikari - em gái Tsubasa.

### Igarashi Kaoru
Alice: Nhìn thấy quá khứ của người (vật) khác
Hình dạng năng lực: Năng lực không có giới hạn nhưng bù lại tuổi thọ của chủ nhân sẽ bị rút ngắn
Kaoru vốn là Công chúa hoa Hồng đỏ và giữ vị trí đứng đầu các nàng hoa trong Nàng hoa điện; vừa phục vụ cho Himemiya vừa làm việc cùng với Hiệu trưởng Yukihira. Cô là bạn thân nhất của Yuka sau khi Yuka bị tổn thương lúc Luna phản bội, chính vì vậy mà Luna rất ghét Kaoru. Cô là mẹ của Natsume và Aoi. Lần đàu gặp Yuka, cô đang định "ăn" đàn em của mình - cha của anh em Natsume, Có lẽ sự thông minh nhạy bén, tính cách mạnh mẽ và có chút biến thái của Natsume được di truyền từ mẹ. Trong thời gian còn ở học viện, Hiệu trưởng Trung đẳng rất yêu mến cô và cũng chính cô là người nâng đỡ cho mối quan hệ bền vững giữa Hiệu trưởng với Yuka. Vì vậy dù sau này cô đã mất rất lâu nhưng Hiệu trưởng Trung đẳng vẫn luôn thương nhớ cô.

### Cha của Natsume
Alice: Lửa
Là một học sinh nhỏ tuổi hơn Kaoru và sau đó là chồng cô ấy. Trong một lần bị bắt nạt, Kaoru đã cứu ông và từ đó hai người quen nhau. Cha của Natsume và Aoi.

### Mẹ của Ruka
Cô là một người cực kỳ mạnh mẽ nhưng đôi lúc mù quáng trong việc bảo vệ con. Ruka vì mẹ nên luôn phải có vệ sĩ hộ tống, bị nhốt ở trong nhà trước khi gặp Natsume. Cô coi Ruka là thiên thần nhỏ của mình. Là một người phụ nữ gốc Pháp.

### Masachika Shiki
Alice: Cảnh giới, Dịch Chuyển tức thời, ... (còn nhiều Alice khác mà Yuka đã đưa đá alice cho)
Shiki là cháu họ hàng xa của Himemiya (Hiệu trưởng Trung đẳng) thừa hưởng alice Cảnh giới cực mạnh từ bà, là hội trưởng hội học sinh lúc bấy giờ và được bồi dưỡng từ nhỏ để thay ca Hiệu trưởng vào tương lai. Anh là hậu bối của Kaoru trong Học viện cũng như là đàn anh của Yuka và rất yêu cô ấy, nhưng sau cùng thì anh cũng chấp nhận làm người bảo vệ của cô, cùng cô lang bạt khớp nơi để tiêu diệt những nhân bản vô tính của Hiệu trưởng Sơ đẳng ở bên ngoài Học viện Alice. Sau này khi Himemiya về hưu, anh trở thành Hiệu trưởng Trung đẳng đời kế tiếp,

### Mr. Bear
Là con gấu trong Northen Wood được tạo ra bởi Kaname Sono. Vì là sản phẩm đầu tay của Kaname, thời điểm ấy anh vẫn chưa thành thạo kỹ thuật nên gấu không biết nói như những con thú bông được Kaname tạo ra sau này. Tuy lúc đầu nó khá bạo lực nhưng sau một hồi tìm hiểu (bằng cách đánh nhau với Mikan) nó đã yêu cô bé hơn và thân thiện với mọi người hơn, đặc biệt là nó đã bảo vệ Yo-chan khỏi những Fukitai. Sau này khi Mikan rời khỏi Học viện, gấu đã đòi đi theo Mikan và được Hiệu trưởng Cao đẳng đứng ra bảo kê cho phép. Gấu cũng hứa với ông và mọi người là sẽ chăm sóc cho Mikan thay họ khi Mikan ở ngoài Học viện, đồng thời không để người khác biết gấu là sinh vật sống.

### Mouri Reo
Hệ: Thể chất
Alice: Giọng nói quyến rũ
Một ca sĩ nổi tiếng tóc đỏ có giọng hát quyến rũ, được mọi người yêu mến nhưng thực chất là tay sai của tổ chức Z. Hắn là đàn em của thầy Narumi khi còn ở học viện và đã từng bắt cóc Natsume nhưng cuối cùng không mang được Natsume đi.